# Matic Rebec
Matic Rebec, né le 24 janvier 1995 à Postumia en Slovénie, est un joueur slovène de basket-ball. Il évolue au poste de meneur.

## Carrière
En juillet 2014, Rebec fait partie de l'équipe de Slovénie qui dispute le championnat d'Europe des 20 ans et moins. La Slovénie finit à la 12e place et Rebec est présent dans l'équipe-type de la compétition avec le MVP turc Cedi Osman, le Bulgare Aleksandar Vezenkov, l'Espagnol Willy Hernangómez et le Serbe Nikola Janković.
Le 18 mai 2020, il s'engage avec le Rasta Vechta (en) pour les playoffs de première division allemande. Il participe à 5 rencontres pour des moyennes de 8,6 points, 3,6 rebonds et 5,0 passes décisives par match. 
Au mois d'août 2020, il rejoint le Rouen Métropole Basket en Pro B. Il quitte le RMB au début du mois de février 2021 d'un commun accord avec le club.

## Palmarès

### Club
- Coupe de Slovénie 2016, 2018
- Supercoupe de Slovénie 2016

### Équipe nationale
- Champion d'Europe 2017.